# Тереса (теленовела, 1989)
Тереса (на испански: Teresa) е мексиканска теленовела, режисирана от Антонио Серано и продуцирана от Луси Ороско за Телевиса през 1989 г. Адаптация е на едноименната теленовела, създадена от Мими Бечелани.
В главните роли са Салма Хайек, Рафаел Рохас, Даниел Хименес Качо и Мигел Писаро.

## Сюжет
Тереза е красива и интелигентна млада жена, която отчаяно се стреми да избяга от бедността на квартала, в който живее. Недоволна от нещастния живот, който я оставя без сестра си, тя планира да използва красотата и интелигентността си като метод за навлизане в онзи луксозен свят, към който толкова много иска да принадлежи.
За да постигне това, тя кара своята приятелка и състудентка Аурора да я въведе в приятелския си кръг. Там тя се запознава с Раул, братовчед на Аурора, който е млад и невротичен милионер. Тереса се представя за богата, а в съчетание с голямата ѝ красота, Раул остава омагьосан от нея и въпреки че по-късно той и Аурора откриват, че тя всъщност е бедна и лъжкиня, Раул е обсебен от нея и ѝ прощава.
Страхувайки се, че тяхното противопоставяне на връзката ще подтикне Раул към самоубийство, родителите на Аурора приемат отношенията между Тереса и Раул. Въпреки това, през цялата история Тереса научава, че честолюбието и лъжите водят само до нещастие и самота.

## Актьори
- Салма Хайек – Тереса Мартинес
- Рафаел Рохас – Марио Кастро
- Даниел Хименес Качо – Ектор де ла Барера
- Мигел Писаро – Раул
- Патрисия Перейра – Аурора Молина
- Патрисия Рейес Спиндола – Хосефина де Мартинес
- Клаудио Брук – Дон Фабиан
- Мерседес Паскуал – Енрикета вдовица де Мартинес
- Алехандро Рабаго – Армандо Мартинес
- Ирма Дорантес – Хуана
- Лаура Алмела – Луиса де ла Барера
- Роса Мария Бианчи – Роса
- Ектор Гомес – Мануел
- Надя Аро Олива – Еулалия вдовица де Гарай
- Омар Родригес – Хосе Антонио Гарай
- Марта Аура – Балбина
- Арфредо Севиля – Рамон Кастро
- Леонор Лаусас – Гуделия
- Патрисия Бернал – Есперанса
- Давид Остроски – Уилебадо
- Хуан Карлос Бонет – Хосе Мария
- Маргарита Исабел – Марсела
- Арасели Агилар – Морена
- Хорхе дел Кампо – Д-р Доминго Санчес
- Антонио Ескобар – Делфино
- Дора Кордеро – Сеферина
- Хаир де Рубин – Чамуко
- Херман Новоа – Монхе
- Оскар Вайехо – Пелуче
- Астрид Адад – Маргарита
- Ампаро Гаридо – Мариана
- Марио Иван Мартинес – Сигфридо
- Роса Елена Диас – Луча
- Умберто Енрикес
- Роси Ескудеро
- Родолфо Ариас
- Тео Тапия
- Габриел Веласкес

## Премиера
Премиерата на Тереса е на 7 август 1989 г. по El Canal de las Estrellas. Последният 125. епизод е излъчен на 26 януари 1990 г.

## Продукция
Възложено е на Луси Ороско да продуцира тази теленовела, която на пръв поглед изглежда, че няма да има проблеми. На първо място, продуцентската компания не харесва историята, тъй като вече е написана, следователно и след огромни срещи с литературния отдел на компанията, Луси Ороско взима решение извън практиките и обичаите на Телевиса - тя уволнява сценаристката Мариса Гаридо и привлича филмовия сценарист (тъй като Луси идва от тази индустрия) и по този начин Франсиско Санчес взима писалката, за да следва насоките на продуцентската компания. Най-трудно е решението за актьорския състав. Никой, дори вицепрезидентът на Телевиса Виктор Уго О'Фарил, не се съгласява с предложението Салма Хайек да изпълнява главната роля, дадено от Луси Ороско. Дори се стигна до мисълта, че теленовелата няма да бъде реализирана. Но продуцентката най-накрая успява да убеди ръководителите си, че Салма е идеалната протагонистка. Налично е и несъответствия с кастинг отдела, тъй като отделът не желае да приема актьори извън Телевиса, а Луси Ороско, поради университетското си образование, познава много филмови и театрални актьори. Така че с теленовела се бележи дебютът в Телевиса на Даниел Хименес Качо и Астрид Адад, наред с много други, и дебютът като телевизионен режисьор на Антонио Серано.

## Награди и номинации
Награди TVyNovelas (1990)
| Категория                            | Номинация               | Резултат   |
| ------------------------------------ | ----------------------- | ---------- |
| Най-добра теленовела                 | Луси Ороско             | Печели     |
| Най-добра първа актриса              | Патрисия Рейес Спиндола | Печели     |
| Най-добра млада актриса              | Патрисия Перейра        | Номинирана |
| Най-добър млад актьор                | Мигел Писаро            | Номиниран  |
| Най-добро женско откритие            | Салма Хайек             | Печели     |
| Най-добро мъжко откритие             | Рафаел Рохас            | Номиниран  |
| Най-добра актриса в отрицателна роля | Салма Хайек             | Номинирана |
| Най-добро детско изпълнение          | Оскар Вайехо            | Номиниран  |

Награди El Heraldo de México (1989)
| Категория          | Номинация   | Резултат |
| ------------------ | ----------- | -------- |
| Най-добро откритие | Салма Хайек | Печели   |

## Версии
Телевизия
- През 1959 г. е създадена първата теленовела по оригиналната история Тереса, в която участват Марикрус Оливие и Луис Беристайн.
- През 1965 г. е създадена бразилската адаптация, в която участват Джорджия Гомиде и Валмор Чагас.
- През 1967 г. е продуцирана теленовелата El 4º Mandamiento, с участието на Питука де Форонда и Гилермо Сетина.
- През 2010 г. Хосе Алберто Кастро продуцира теленовелата Тереса, в която участват Анжелик Бойер, Аарон Диас и Себастиан Рули.

Кино
- През 1961 г. е адаптирана историята на Мими Бечелани от сценариста Едмундо Балус за голям екран. В главната роля е Марикрус Оливие, а лентата е режисирана от Алфредо Б. Кревена.